# Флик суђење
Флик суђење, званично САД против Фридриха Флика и др. (The United States of America vs. Friedrich Flick, et. al) (19. април – 22. децембар 1947. године) било је суђење немачком индустријалцу Фридриху Флику и још петорици највиших директора његове групе предузећа, који су оптужени да су кроз деловање компаније вршили ратне злочине кроз пљачку окупираних територија, коришћење робовског рада, прогон Јевреја и отимање њихове имовине, а оптужени су још и за чланство у НСДАП-у, СС-у и уском кругу око Хајнриха Химлера, коме су давали финансијску подршку. 
Суђење је било пред Војним трибуналом IV - судије Чарлс Сирс, Вилијем Кристијансон и Френк Ричман, Ричард Диксон, као замена 
Фридрих Флик је осуђен на седам година затвора, двојица оптужених су добили краће казне, а тројица су ослобођени.